# Cardium costatum
Cardium costatum is een tweekleppigensoort uit de familie Cardiidae. De wetenschappelijke naam werd gepubliceerd in 1758 door Carl Linnaeus in de tiende editie van Systema naturae.
De schelp is stevig en dik met duidelijke ribben. Hij komt voor aan de West-Afrikaanse kusten.